# 清田文武
清田 文武（せいた ふみたけ、1939年（昭和14年） - ）は、日本の日本近代文学研究者。新潟大学名誉教授。

## 略歴
1962年新潟大学教育学部中学校教育科卒、1969年東北大学大学院文学研究科国文学博士課程満期退学。1992年「鷗外文芸の研究 -青年期篇・中年期篇-」で東北大学博士（文学）。1969年秋田工業高等専門学校講師、1971年新潟大学教育学部助教授、教育人間科学部教授、2005年定年退官、名誉教授、新潟中央短期大学教授。1998年中国・東北師範大学客座教授。
2019年春の叙勲で瑞宝中綬章を受章。

## 著書
- 『鷗外文芸の研究 青年期篇』（有精堂出版） 1991
- 『鷗外文芸の研究 中年期篇』（有精堂出版） 1991
- 『鷗外文芸とその影響』（翰林書房） 2007
- 『近代作家の構想と表現 漱石・未明から安吾・茨木のり子まで』（翰林書房） 2009

### 編著
- 『森鷗外『舞姫』を読む』（編、勉誠出版） 2013

## 参考
- 清田文武先生御略歴・著作目録 (清田文武先生退官記念号) 新大国語、2005 - 03
- J-GLOBAL